# Tacurong

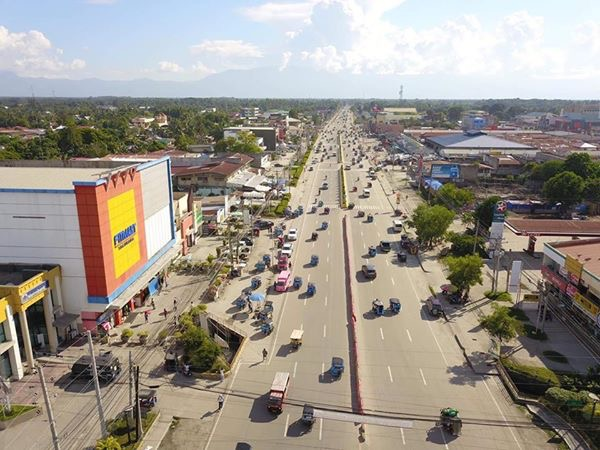
Tacurong (2019)

Tacurong ist eine der Stadt in der philippinischen Provinz Sultan Kudarat auf der Insel Mindanao.
Die Stadt war früher unter dem Namen Pamansang bekannt.

## Namensherkunft
Der Name der heutigen Stadt leitet sich ab von der Bezeichnung Talakudong aus der Sprache Maguindanao. Dies ist ein Begriff für eine Kopfbedeckung, die von den frühen Siedlern und den Menschen der Gegend getragen wurde.
Warum der Ort mit einer Kopfbedeckung assoziiert wurde, ist heute nicht mehr nachzuvollziehen. Sicher ist hingegen, dass die Bezeichnung Tacurong eine verkürzte und veränderte Form des Begriffs Talakudong ist.

## Sprache und Religion
Die meisten Einwohner der Stadt stammen von Zuwanderern aus Iloilo ab. Dementsprechend ist Ilonggo die Muttersprache von 53.780 Menschen oder 70,37 % der Bewohner. 11.838 oder 15,49 % sprechen den Dialekt Ilocano, während die übrigen 14,14 % der Bewohner sich in anderen Sprache verständigen, wie Cebuano (4,33 %), Maguindanao (3,69 %), Tagalog (3,61 %) und weitere Dialekte (2,51 %).
Die dominierende Religion ist römisch-katholisch mit 58.371 Gläubigen, was 83,6 % der Bewohner ausmacht. 5,18 % oder 3.616 sind Anhänger des Islams und 11,22 % gehören anderen Glaubensgemeinschaften an.

## Geographie
Tacurongliegt im Zentrum der Insel Mindanao. Die Stadt ist 92 km von General Santos, 96 km von Cotabato City und 178 von Davao City entfernt.
Das Stadtgebiet ist umgeben von der Gemeinde Lambayong im Norden, Isulan im Westen, Pres. Quirino im Osten und von Tantangan aus der Provinz South Cotabato im Süden.
Das Gelände des Stadtgebietes ist zumeist flach. Etwa 84 % ist eben und hat ein Gefälle von höchstens 8 %. Die steileren Gebiete sind im Südosten der Stadt zu finden. Das Gebiet wird durch zahlreiche Wasserläufe und Bäche durchzogen, die Tucarong von Süden nach Norden durchströmen.

## Baranggays
Tacurong ist politisch in 20 Baranggays untergliedert.
| - Baras - Buenaflor - Calean - Carmen - D'Ledesma - Griño - Kalandagan - Lancheta - Lower Katungal - New Isabela | - New Lagao - New Passi - Poblacion - Rajah Muda - San Antonio - San Emmanuel - San Pablo - San Rafael - Tina - Upper Katungal |

## Geschichte
Der Ort, der späteren Stadt Tacurong war einmal ein Baranggay der Verwaltungsgemeinde Buluan und gehörte zur ehemaligen großen Provinz Cotabato. Der Ort hieß damals noch „Pamansang“, nach einem Bach, der die Gegend von Norden nach Süden durchfließt.
Im Jahre 1940 wurde der Ort zu einer Durchgangsstation für Reisende und christliche Missionare auf ihrem Weg zu verschiedenen Stationen in Cotabato.
Durch den Executive Order Nr. 462, ausgestellt von dem späteren Präsidenten Elpidio Quirino, wurde Tacurong am 3. August 1951 von Buluan getrennt und zu einer eigenständigen Verwaltungsgemeinde ernannt. Tacurong setzte sich damals aus 14 Baranggays zusammen.
Als 1961 der Ortsteil Tantangan aus der Verwaltungsgemeinde herausgelöst und zu einer eigenen Gemeinde ernannt wurde, verlor Tacurong seine gesamten südlichen Gebiete. Am 22. November wurde durch den Presidential Decree Nr. 341. die neue Provinz Sultan Kudarat gebildet, der insgesamt 12 Gemeinden angehörten. Obwohl die Gemeinde Isulan den Sitz der Provinzverwaltung zugesprochen bekam, blieb Tacurong die führende Gemeinde der neuen Provinz.
Durch die Bemühungen des Kongressabgeordneten Angelo O. Montilla änderte das Inkrafttreten des Republic Act Nr. 8805, unterzeichnet durch Präsident Joseph Estrada, nach 49 Jahren den Status der Gemeinde und machte sie am 16. August 2000 zu einer Component City (Provinzstadt) der Provinz Sultan Kudarat. Die Ernennung wurde am 18. September durch eine Volksabstimmung der Stadtbewohner bestätigt.

## Wirtschaft
Vor einigen Jahren bestritten die Einwohner von Tacurong ihren Lebensunterhalt maßgebend durch die Landwirtschaft, während nur ein geringer Teil des Ortseinkommens durch kommerzielle Einrichtungen gedeckt wurde.
Durch den Einfluss der Einwanderer und die Aufnahme von Flüchtlingen aus benachbarten Orten, änderte sich der Kurs der Stadt und führte zu einer ökonomischen Entwicklung, weg von der Land- hin zur Volkswirtschaft und verschiedenen Industrien.
Der Zuwachs von Kleinanlegern förderte handwerkliche Unternehmen wie die Möbelverarbeitung, Süßwarenfabriken und Betriebe zur Herstellung von Essig. Zudem sind metallverarbeitende Werke, Töpfereien, Webereien und die Nahrungsmittelindustrie in der Stadt beheimatet.
Der Hauptindustriezweig sind Reis- und Weizenmühlen und der Agrarhandel. In der Stadt findet man den größten Kornverarbeitungskomplex des Landes.
Die Stadt produziert daneben auch afrikanisches Palmöl, welches nach Manila exportiert und dort für die Herstellung von Kunststoffen und Seifen Verwendung findet.

## Klima
Die Stadt Tacurong fällt unter den vierten Typ der Klimakategorien, charakterisiert durch ganzjährig auftretende Regenfälle. Die durchschnittliche Niederschlagsmenge liegt bei 127,64 mm.
Die Durchschnittstemperaturen variieren zwischen 27,36 und 27,56 °C Die relative Luftfeuchtigkeit liegt bei 80 %.